# Josef Slavík

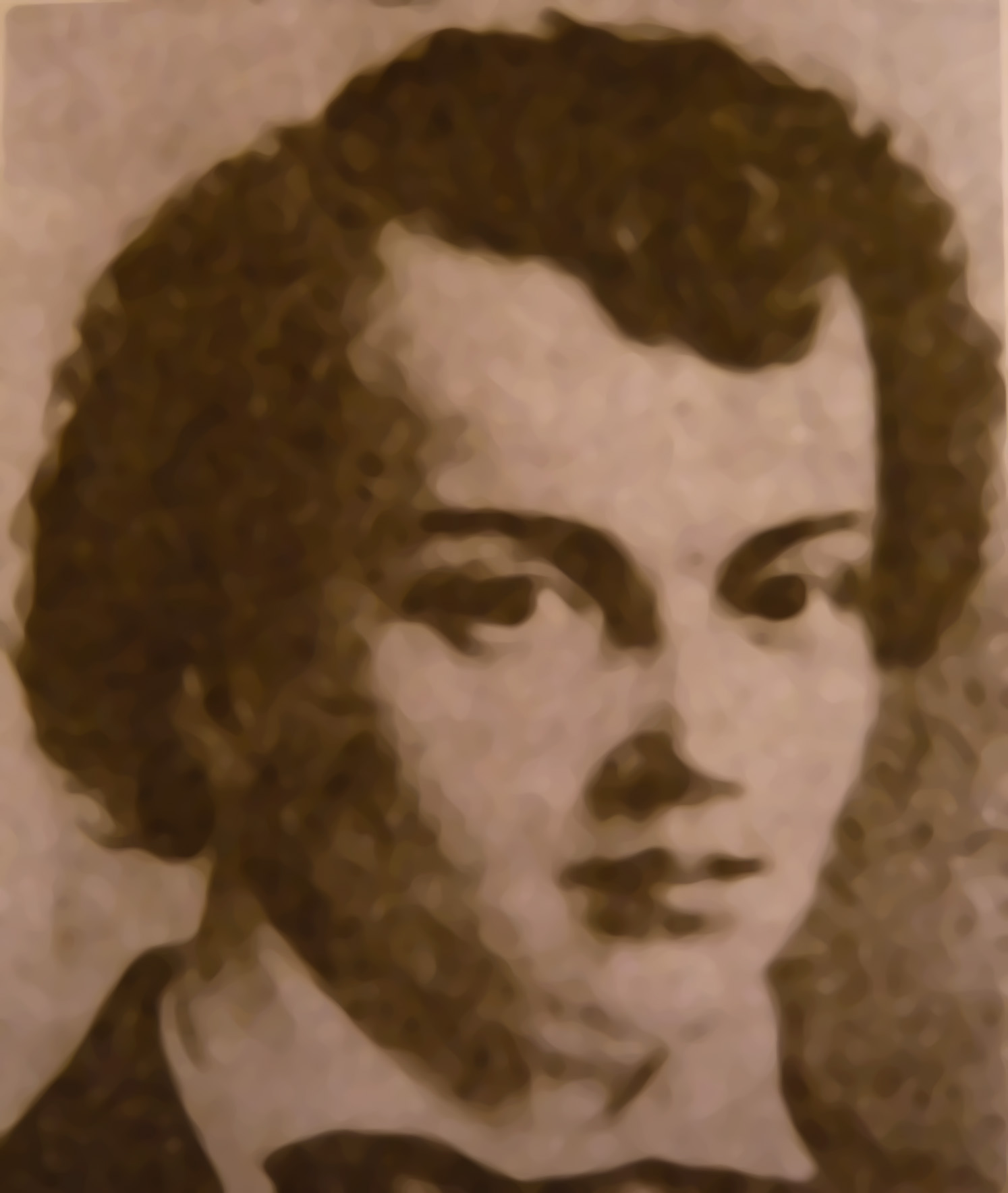
Josef Slavík.

Josef Slavík (26 de marzo de 1806 - 1833) fue un violinista y compositor checo.
Nació en Jince. Sus padres eran maestros y músicos. Empezó a tomar lecciones de violín con su padre a los cuatro años, manifestando un gran talento musical. Su familia se mudó en 1815 a Horovice. El conde Vrbna lo patrocinó para seguir estudios en el Conservatorio de Praga a los 10 años, terminando sus estudios a los 17.
Ingresó entonces a la Orquesta del Teatro de los Estamentos de Praga e inició una carrera de concertista. En 1825 dio a conocer su Concierto en fa sostenido menor. A fines de año se trasladó a Viena, ingresando a la Orquesta de la Corte.
En el balneario de Teplice lo escuchó Federico Guillermo III de Prusia. Pronto fue comparado con el virtuoso italiano Niccolò Paganini, a quien oyó en 1826 en Viena. Aprendió de memoria el Concierto para violín n° 2 "La Campanella" del italiano y se lo tocó, lo que le causó a este una gran impresión, apodándolo "El Ruiseñor de los ruiseñores" (ruiseñor en checo es Slavík).
En Viena también conoció a Frédéric Chopin, y a Franz Schubert, a quien inspiró varias de sus obras de música de cámara. En 1828 viajó a París. En 1833 ofreció un concierto de despedida el 28 de abril, pues iba a hacer una gira; sería su última presentación. En el viaje hacia Budapest se manifestó en él la tifoidea, muriendo poco después. En 1933 sus restos fueron trasladados a Praga en la colina de Vysherad. 
Chopin dijo de él en una carta a sus padres: "Él tocaba como otro Paganini, pero un Paganini rejuvenecido que con el tiempo superará al primero. Yo no lo creería si no le hubiera escuchado. Él priva al público del habla y lo conmueve hasta las lágrimas. Es más: él arranca las lágrimas a los mismos tigres". 

## Fuente
- El violinista checo Josef Slavík igualó a Paganini en la maestría técnica y en la profundidad de la expresión de Eva Manethová en Radio Praga.

- Datos: Q163993
- Multimedia: Josef Slavík / Q163993